# 新西伯里 (麻薩諸塞州)
新西伯里（英語：New Seabury）是位於美國麻薩諸塞州巴恩斯特布爾縣的一個普查規定居民點。

## 人口
根據2020年美國人口普查的數據，新西伯里的面積為6.67平方千米，當中陸地面積為6.24平方千米，而水域面積為0.43平方千米。當地共有人口852人，而人口密度為每平方千米127.74人。